# Urophysa
Urophysa – rodzaj roślin należący do rodziny jaskrowatych. Obejmuje dwa gatunki występujące w Chinach. U. rockii odkryty został w 1925 roku, po czym nie był widziany do 2005 roku, kiedy to odnaleziono 400 okazów w dorzeczu Fu Jiang na terenie planowanej budowy zbiornika wodnego Wudu. Dla jego zachowania konieczna była ochrona ex situ.

## Morfologia
Byliny z tęgimi i drewniejącymi kłączami. Liście odziomkowe o blaszce trójlistkowej, długoogonkowe, u nasady pochwiaste. Głąbików zwykle kilka, u U. henryi zakończone są 3 kwiatami, u U. rockii – z pojedynczym kwiatem. Kwiaty obupłciowe, promieniste o średnicy ok. 2 cm. Listki okwiatu w dwóch okółkach po 5. Zewnętrzne niebieskie do różowobiałych. Wewnętrzne długości do 5–6 mm, czółenkowate. Pręciki liczne, nagie, z cienkimi nitkami i owalnymi pylnikami. Między pręcikami znajduje się ok. 7 błoniastych prątniczków. Słupków jest od 5 do 8. Zalążnia długości połowy słupka zawiera liczne zalążki. Szyjki słupka są trwałe. Owocami są owalne, nadęte mieszki. Nasiona są gęsto pomarszczone. 

## Systematyka
Pozycja systematyczna według APweb
Rodzaj z podrodziny Thalictroideae Rafinesque, rodziny jaskrowatych (Ranunculaceae) z rzędu jaskrowców (Ranunculales), należących do kladu dwuliściennych właściwych (eudicots). W obrębie podrodziny tworzy klad wspólnie z rodzajami Semiaquilegia i orlik (Aquilegia).
Wykaz gatunków
- Urophysa henryi (Oliv.) O.E. Ulbr.
- Urophysa rockii O.E. Ulbr.